# 盧多維科·福薩利
盧多維科·福薩利（義大利語：Ludovico Fossali，1997年5月21日—）是一名義大利男子運動攀登運動員。他曾經獲得2016年世界青年攀岩錦標賽男子速度賽金牌以及2019年世界攀岩錦標賽男子速度賽金牌。

## 外部連結
- IFSC （页面存档备份，存于） （英文）
- 盧多維科·福薩利的Facebook專頁
- 盧多維科·福薩利的Instagram帳戶